# KBS World
KBS World TV là kênh truyền hình tổng hợp hướng tới khán giả quốc tế của Hệ thống Phát sóng Hàn Quốc.

## Lịch sử
Chương trình phát thanh bằng tiếng nước ngoài từ KBS (trước đây nó được xếp vào đài truyền hình công cộng từ tháng 3 năm 1973) được bắt đầu với "The Voice of Free Korea" năm 1953. Nó chính thức trở thành một bộ phận của KBS vào tháng 7 năm 1968. Đài phát thanh đổi tên thành "Đài phát thanh Hàn Quốc" vào tháng 3 năm 1973, và đổi thành "Đài phát thanh quốc tế Hàn Quốc" vào tháng 8 năm 1994.
Tháng 7 2003, KBS World, kênh truyền hình Hàn Quốc ở nước ngoài bắt đầu phát sóng. Tháng 3 2005, "Đài phát thanh quốc tế Hàn Quốc" trở thành KBS World Radio

## Dịch vụ

### Radio
KBS World Radio là chương trình quảng bá Hàn Quốc bằng ngôn ngữ nước ngoài trên toàn cầu. Nó gồm các chương trình bản tin, văn hóa, âm nhạc, giải trí, cũng như các bài học Hàn Quốc.
KBS World Radio hiện phát sóng với tiếng Hàn, tiếng Anh, tiếng Nhật, tiếng Pháp, tiếng Nga, tiếng Phổ thông, tiếng Tây Ban Nha, tiếng Indonesia, tiếng Ả Rập, tiếng Đức và tiếng Việt.

### Truyền hình
Chương trình truyền hình KBS World lấy nguồn từ các dịch vụ truyền hình trong nước của đài KBS. Nó chủ yếu phát sóng ở Hàn Quốc, nhưng nó vẫn cung cấp phụ đề tiếng Anh và tiếng Trung.
Ngoài các tính hiệu sóng từ Seoul, còn có 2 dịch vụ khác được điều hành bởi công ty con của KBS cho một số thị trường đặc biệt: phiên bản Nhật của KBS World, thuộc KBS Nhật Bản, đối tượng là khán giả Nhật Bản, trong khi đó phiên bản Mỹ của KBS World, thuộc KBS America, đối tượng là người xem của Bắc và Nam Mỹ.
Kênh này cũng có sẵn trên Reliance BIG TV ở Ấn Độ và ở Bồ Đào Nha và dự kiến sẽ sớm có mặt trên Sky Digital của Anh vào 2014

Logo KBS World trước đây từ 2003 đến 2009

## Liên kết
- KBS World
- KBSWORLDi Service Lưu trữ ngày 13 tháng 9 năm 2017 tại Wayback Machine